# Lew Hitch
Lewis Rufus Hitch, detto Lew (Griggsville, 16 luglio 1929 – Wamego, 8 febbraio 2012), è stato un cestista statunitense, professionista nella NBA.

## Carriera

### High school e college
Dopo aver giocato alla Griggsville-Perry High School, passo due anni al Culver-Stockton College, un junior college nel Missouri, prima di trasferirsi alla Kansas State University, dove giocò due anni per coach Jack Gardner.
Nell'anno da senior contribuì alla prima apparizione di Kansas State alle Final Four. Nella finale per il titolo, vennero però sconfitti da Kentucky.
Kansas State terminò la stagione con un record di 25-4, e Hitch segnò 8,8 punti a partita.

### NBA
Nel Draft NBA 1951 venne selezionato al secondo giro, come 19ª scelta assoluta dai Minneapolis Lakers. Nella squadra guidata da George Mikan vinse, in un ruolo da comprimario, i due successivi titoli NBA.
Prima dell'inizio della stagione 1953-54 venne venduto ai Milwaukee Hawks, dove segnò 8,0 punti di media in 34,1 minuti a partita, in una squadra che si classificò però all'ultimo posto della Western Division.
All'inizio della stagione successiva tornò a Minneapolis, in cambio di Bobby Watson. Hitch riprese il suo ruolo di riserva, ma i Lakers persero per due anni consecutivi la finale di division.
Diventato free agent al termine della stagione, si accordò per il 1956-57 con i Rochester Royals, che lo cedettero dopo 30 partite ai Philadelphia Warriors. Le 38 partite giocate ai Warriors furono le ultime della sua carriera NBA: si ritirò infatti al termine della stagione.
Dopo il ritiro divenne insegnante e dirigente scolastico in diverse scuole del Kansas, fino al 1990, quando andò in pensione.

## Palmarès
- Campionato NBA: 2

Minneapolis Lakers: 1952, 1953